# 真鍋尚志

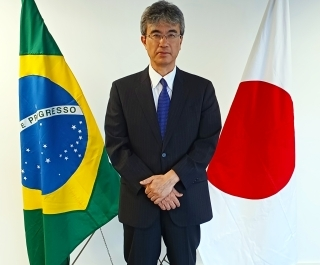
外務省より公表された公式肖像画像

真鍋 尚志（まなべ たかし、1967年 <昭和42年> 4月14日 - ）は、日本の外交官。千葉県出身。2023年（令和5年）9月から在リオデジャネイロ日本国総領事館総領事を務める。

## 人物・経歴
千葉県出身。1991年（平成3年）、東京大学工学部資源開発工学科卒業。1993年（平成5年）、上智大学大学院外国語学研究科博士前期課程中退。同年4月、外務省入省。2003年（平成15年）、中南米局中南米第二課 首席事務官。2005年（平成17年）、在スペイン日本国大使館 一等書記官。2007年（平成19年）、在ペルー日本国大使館 一等書記官。2010年（平成22年）、在ペルー日本国大使館 参事官。2011年（平成23年）、大臣官房総務課危機管理調整室長。2013年（平成25年）、経済局経済連携課（南東アジア経済連携協定交渉室長）。2015年（平成27年）、内閣府参事官（遺棄化学兵器処理担当）。2017年（平成29年）、大臣官房考査・政策評価官。2018年（平成30年）、大臣官房参事官（考査・政策評価担当）。同年7月、在ブラジル日本国大使館 参事官。2020年（令和2年）、在メキシコ日本国大使館 参事官。2021年（令和3年）、在メキシコ日本国大使館 公使。2023年（令和5年）、在リオデジャネイロ日本国総領事館 総領事。